# Feniletilamin
Feniletilamini (fenetilamini) ili β-feniletilamini su monoamini alkaloidi. U ljudskom mozgu funkcioniraju kao neuromodulatori i u manjoj mjeri neurotransmiteri (tzv. amini u tragovima). Feniletilamin se prirodno sintetizira iz aminokiseline fenilalanin. Može se pronaći i u određenoj hrani uključujući čokoladu posebice nakon mikrobiološke fermentacije Feniletilamin iz hrane bi mogao imati psihoaktivnog utjecaja no to se ne događa zbog enzima MAO-B, tako da veće koncentracije ne dolaze do mozga.
Supstituirani feniletilamini imaju razne funkcije: neurotransmiteri, hormoni, stimulansi, halucinogeni, bronhodilatatori, antidepresivi, anoreksici

## Kemija
Feniletilamin je aromatski amin, bezbojna tekućina na sobnoj temperaturi. Topljiv u vodi, etanolu i eteru. Slično kao i kod drugih amina male molekularne mase, feniletilamin ima miris pokvarene ribe. Feniletilamin je snažna baza i tvori stabilne kristale soli hidroklorida s temperaturom taljenja na 217°C. Feniletilamin je iritantan za kožu.

## Teorija s čokoladom
U ranim 1980-tim,Michael Libowitz, autor popularne knjige iz 1983. godine The Chemistry of Love (Kemija ljubavi) objavio je da je čokolada prepuna feniletilamina, što je odmah postalo centar pažnje za članak u The New York Times i stvorena je teorija gdje se povezuju čokolada i ljubav. No kako se kasnije saznalo, feniletilamin se brzo metabolizira od strane enzima MAO-B što sprječava bilo kakve veće koncentracije koje bi dospjele do mozga i imale psihoaktivnog utjecaja.

## Supstituirani feniletilamini
Supstituirani feniletilamini imaju obično ili dodatni fenilni prsten, bočni lanac ili amino skupinu.
- Amfetamini su homolozi feniletilamina s dodatnom alfa-metil (α-CH3) skupinom.
- Katekolamini su feniletilamini s dvije dodatne hidroksi skupine na poziciji 3 i 4 fenilnog prstena. Primjer su hormoni i neurotransmiteri dopamin, adrenalin i noradrenalin
- Aromatske amino kiseline feniletilamina i tirozina su feniletilamini s dodatnom karboksilnom skupinom (COOH) na alfa poziciji.
- 2C su feniletilamini s dodatnom metoksi skupinom na pozicijama 2 i 5 bez alfa-metil skupine.

## Farmakologija
Mnogi supstituirani feniletilamini su farmakološki aktivni zbog svoje sličnosti monoaminim neurotransmiterima.
- Stimulansi poput biljnih alkaloida efedrin i katinon, i sintetičke droge poput dekstroamfetamina i metilfenidata
- Halucinogeni poput biljnog alkaloida meskalin i sintetičke droge 2C-B
- Anorektici kao što su fentermin, fenfluramin i amfetamin
- Bronhodilatatori - salbutamol i efedrin
- Antidepresivi - venlafaksin, bupropion

## Tablica supstituiranih feniletilamina
Samo neki od najvažnijih feniletilamina. 
| Kratko ime             | Rα   | Rβ  | R2   | R3        | R4          | R5    | RN      | Puno ime                                                |
| ---------------------- | ---- | --- | ---- | --------- | ----------- | ----- | ------- | ------------------------------------------------------- |
| Tiramin                |      |     |      |           | OH          |       |         | 4-hidroksi-fenetilamin                                  |
| Dopamin                |      |     |      | OH        | OH          |       |         | 3,4-dihidroksi-fenetilamin                              |
| Adrenalin              |      | OH  |      | OH        | OH          |       | CH3     | β,3,4-trihidroksi-N-metilfenetilamin                    |
| Noradrenalin           |      | OH  |      | OH        | OH          |       |         | β,3,4-trihidroksifenetilamin                            |
| Salbutamol             |      | OH  |      |           | OH          | CH2OH | C(CH3)3 | β,4-dihidroksi-3-hidroksimetil-N-tert-butil-fenetilamin |
| Beta-metil-fenetilamin |      | CH3 |      |           |             |       |         | β-metilfenetilamin                                      |
| Amfetamin              | CH3  |     |      |           |             |       |         | α-metilfenetilamin                                      |
| Metamfetamin           | CH3  |     |      |           |             |       | CH3     | N-metilamfetamin                                        |
| Metilfenidat           |      |     |      |           |             |       |         | N,α-butilen-β-metoksikarbonilfenetilamin                |
| Efedrin, pseudoefedrin | CH3  | OH  |      |           |             |       | CH3     | N-metil-β-hidroksiamfetamin                             |
| Katin                  | CH3  | OH  |      |           |             |       |         | β-hidroksi-amfetamin                                    |
| Katinon                | CH3  | =O  |      |           |             |       |         | β-ketoamfetamin                                         |
| Metkatinon             | CH3  | =O  |      |           |             |       | CH3     | N-metil-β-ketoamfetamin                                 |
| Bupropion              | CH3  | =O  |      | Cl        |             |       | C(CH3)3 | 3-klor-N-tert-butil-β-ketoamfetamin                     |
| Fenfluramin            | CH3  |     |      | CF3       |             |       | CH2CH3  | 3-trifluorometil-N-etil-amfetamin                       |
| Fenentermin            | 2CH3 |     |      |           |             |       |         | α,α-dimetilfenetilamin                                  |
| Meskalin               |      |     |      | OCH3      | OCH3        | OCH3  |         | 3,4,5-trimetoksifenetilamin                             |
| MDA                    | CH3  |     |      | -O-CH2-O- | -O-CH2-O-   |       |         | 3,4-metilendioksiamfetamin                              |
| MDMA                   | CH3  |     |      | -O-CH2-O- | -O-CH2-O-   |       | CH3     | 3,4-metilenedioksi-N-metilamfetamin                     |
| MDMC                   | CH3  | =O  |      | -O-CH2-O- | -O-CH2-O-   |       | CH3     | 3,4-metilenedioksi-N-metil-β-ketoamfetamin              |
| DOM                    | CH3  |     | OCH3 |           | CH3         | OCH3  |         | 2,5-dimetoksi-4-metilamfetamin                          |
| DOB                    | CH3  |     | OCH3 |           | Br          | OCH3  |         | 2,5-dimetoksi-4-bromoamfetamin                          |
| DON                    | CH3  |     | OCH3 |           | NO2         | OCH3  |         | 2,5-dimetoksi-4-nitroamfetamin                          |
| 2C-B                   |      |     | OCH3 |           | Br          | OCH3  |         | 2,5-dimetoksi-4-bromfenetilamin                         |
| 2C-C                   |      |     | OCH3 |           | Cl          | OCH3  |         | 2,5-dimetoksi-4-klorfenetilamin                         |
| DOI                    | CH3  |     | OCH3 |           | I           | OCH3  |         | 2,5-dimetoksi-4-iodoamfetamin                           |
| 2C-I                   |      |     | OCH3 |           | I           | OCH3  |         | 2,5-dimetoksi-4-jodofenetilamin                         |
| 2C-D                   |      |     | OCH3 |           | CH3         | OCH3  |         | 2,5-dimetoksi-4-metilfenetilamin                        |
| 2C-E                   |      |     | OCH3 |           | CH2-CH3     | OCH3  |         | 2,5-dimetoksi-4-etilfenetilamin                         |
| 2C-F                   |      |     | OCH3 |           | F           | OCH3  |         | 2,5-dimetoksi-4-fluorofenetilamin                       |
| 2C-N                   |      |     | OCH3 |           | NO2         | OCH3  |         | 2,5-dimetoksi-4-nitrofenetilamin                        |
| 2C-T-2                 |      |     | OCH3 |           | S-CH2CH3    | OCH3  |         | 2,5-dimetoksi-4-etilsumporo-fenetilamin                 |
| 2C-T-4                 |      |     | OCH3 |           | S-CH(CH3)2  | OCH3  |         | 2,5-dimetoksi-4-izopropilthio-fenetilamin               |
| 2C-T-7                 |      |     | OCH3 |           | S-CH2CH2CH3 | OCH3  |         | 2,5-dimetoksi-4-propilsumpor-fenetilamin                |
| 2C-T-8                 |      |     | OCH3 |           | S-CH2-C3H5  | OCH3  |         | 2,5-dimetoksi-4-ciklopropilmetilsumpor-fenetilamin      |
| 2C-T-9                 |      |     | OCH3 |           | S-C(CH3)3   | OCH3  |         | 2,5-dimetoksi-4-tert-butiltio-fenetilamin               |
| 2C-T-21                |      |     | OCH3 |           | S-CH2-CH2-F | OCH3  |         | 2,5-dimetoksi-4-(2-fluoroetiltio)-fenetilamin           |